# 丁么明
丁么明（1963年6月—），湖北孝昌人，中华人民共和国政治人物。

## 生平
1986年6月，毕业于华中师范大学物理学专业。1992年6月加入中国共产党，1986年7月参加工作，博士，硕士生导师，历任孝感学院物理系主任、校长助理职务。2004年12月至2007年8月，任孝感学院党委委员、副院长。2007年8月至2011年12月，任孝感学院党委副书记、院长；2011年12月，孝感学院更名为湖北工程学院，任党委副书记、院长。2015年4月至11月，任湖北工程学院党委书记、院长。2015年11月至2017年5月，任湖北工程学院党委书记。2017年5月至9月，任湖北师范大学党委书记。因严重违反党的纪律，并涉嫌犯罪，2017年12月被开除公职及党籍。